# Someday My Prince Will Come (album)
Someday My Prince Will Come è un album del 1961, registrato dal musicista jazz Miles Davis.

## Il disco
L'album fu registrato in tre sessioni, il 7, 20 e 21 marzo 1961. Gli accreditamenti di copertina chiamano la formazione "The Miles Davis Sextet", anche se solo sulla title track sono presenti sei suonatori, con John Coltrane, che si era già distaccato dal quintetto di Davis, che raddoppia il sax di Hank Mobley e che figura anche come solista in Teo. La maggior parte dell'album è quindi eseguita da un quintetto, essenzialmente quello che Davis usava all'epoca per il lavoro dal vivo con Davis alla tromba; Hank Mobley al sax tenore; Wynton Kelly al piano; Paul Chambers al basso; e Jimmy Cobb alla batteria. Nella sessione del 21 marzo, venne chiamato anche Philly Joe Jones, un altro ex, che prese il posto di Cobb alla batteria in Blues no.2 (che si trova solo sulle riedizioni).
Questo è l'unico album di studio in cui il quintetto di Davis compare con Mobley e l'ultima registrazione di Davis con Coltrane e Jones (che avevano entrambi lavorato per lungo tempo con Davis). Mobley aveva da poco rimpiazzato Sonny Stitt (a sua volta chiamato per sostituire Coltrane) e rimase col gruppo di Davis per buona parte del 1961, per essere a sua volta sostituito da George Coleman.
La title track, un valzer lento tratto dalla colonna sonora dei film di Walt Disney Biancaneve e Cenerentola, fu poi utilizzata per molti anni come sigla del programma radiofonico "Hal Jackson's Sunday Morning Classics" per l'emittente radio newyorchese WBLS. Questo brano, assurto al ruolo di standard, è uno dei non frequentissimi valzer in ambito jazzistico: uno dei primi ad inciderlo fu Dave Brubeck nel corso delle sue ricerche sui tempi dispari. Da allora è stato eseguito da dozzine di importanti solisti, ma la versione di Davis resta uno dei punti di riferimento. Coltrane, in gran forma, vi si produce in un ottimo assolo.
Pfrancing, un energetico blues medium-up, è uno dei due brani che Davis dedicò alla seconda moglie (l'altro è Fran Dance), ed era già stato inciso col titolo di No Blues (e figura con questo titolo in diversi album successivi).
Teo è dedicata a Teo Macero, un sassofonista che, assunto dalla Columbia nel 1957 come "tape editor" era diventato produttore nel 1959, assumendo come primo compito la postproduzione di Kind of Blue e che fu il produttore di Davis alla Columbia per lungo tempo e che produsse anche questo album. Reperito anche in registrazioni dal vivo (ad esempio nel coevo In Person registrato al Blackhawk di San Francisco), Teo faceva probabilmente parte del programma regolare della formazione.
Old Folks, uno standard, contiene quella che è probabilmente la miglior prestazione solistica di Mobley per questo album.
Blues No. 2, la traccia extra registrata con Jones alla batteria è un blues dove Philly Joe Jones esegue i classici scambi tra solista e batteria (con Miles Davis). Forse proprio perché è l'unico brano in cui il batterista partecipa alla sessione in studio. 

## Tracce
NOTA: l'album è interamente strumentale; le tracce 1/8, 2 e 6 sono accreditate con tutti i loro autori anche se nessun testo è stato cantato.
1. Someday My Prince Will Come – 9:02 (testo: Larry Morey – musica: Frank Churchill)
2. Old Folks – 5:14 (testo: Dedette Lee Hill – musica: Willard Robinson)
3. Pfrancing – 8:30 (musica: Miles Davis) – nota anche come No Blues
4. Drad-Dog – 4:49 (musica: Miles Davis)
5. Teo – 9:33 (musica: Miles Davis)
6. I Thought About You – 4:52 (testo: Johnny Mercer – musica: Jimmy Van Heusen)

### Bonus tracks dell'edizione in CD del 1999
1. Blues No. 2 – 7:05 (musica: Miles Davis)
2. Someday My Prince Will Come – 5:34 (testo: Larry Morey – musica: Frank Churchill) – versione alternativa

## Formazione
- Miles Davis - tromba
- Hank Mobley - sax tenore (tutte le tracce tranne la 5 e la 6)
- John Coltrane - sax tenore (tracce 1 e 5)
- Wynton Kelly - pianoforte
- Paul Chambers - contrabbasso
- Philly Joe Jones - batteria (solo in Blues No.2)
- Jimmy Cobb - batteria (tracce 1-6; 8)